# Dolnja Težka Voda
Dolnja Težka Voda is een plaats in Slovenië en maakt deel uit van de gemeente Novo mesto in de NUTS-3-regio Jugovzhodna Slovenija. De plaats telde 198 inwoners op 1 januari 2020.